# Mamady Sidibe
Mamady Sidibe (* 18. Dezember 1979 in Bamako) ist ein ehemaliger malischer Fußballspieler.
Sidibe wechselte im August 2001 vom französischen Hauptstadtklub CA Paris ablösefrei zu Swansea City in die Football League Second Division. Am Saisonende stand Swansea auf einem Abstiegsplatz und Sidibe wechselte zum Zweitligisten FC Gillingham. In drei Jahren kam der Angreifer auf 106 Einsätze für den Klub und erzielte dabei zehn Treffer. Als Gillingham am Ende der Saison 2004/05 aus der Football League Championship absteigen musste, wechselte er zum Ligakonkurrenten Stoke City. Auch bei den Potters ist Sidibe im Sturm gesetzt und erreichte 2008 die Vizemeisterschaft und den damit verbundenen Aufstieg in die Premier League.
Für die Nationalmannschaft Malis debütierte Sidibe im Oktober 2002 in einem Qualifikationsspiel für die Afrikameisterschaft 2004, in welchem er auch einen Treffer zum 3:0-Sieg über die Seychellen beisteuerte. Bei den Endrunden 2004 in Tunesien und 2008 in Ghana stand der Angreifer im Aufgebot Malis. Im Oktober 2007 wurde er bei einem Qualifikationsspiel gegen die Mannschaft von Togo bei Fanausschreitungen von einem Zuschauer attackiert und dabei schwer am Arm verletzt, wodurch er für einen Monat ausfiel.